# Powiat d'Inowrocław
Le powiat d'Inowrocław (en polonais : powiat Inowrocławski) est une unité de l'administration territoriale (district) et du gouvernement local dans la Voïvodie de Couïavie-Poméranie en Pologne.

## Division administrative
Le powiat est composé de 9 communes (gminy) :
| Gmina                                          | Type         | Superficie (km²) | Population (2006) | Chef-lieu          |
| Inowrocław                                     | urbain       | 30,4             | 77 095            |                    |
| Kruszwica                                      | urbain-rural | 262,2            | 19 971            | Kruszwica          |
| Gniewkowo                                      | urbain-rural | 179,4            | 14 719            | Gniewkowo          |
| Janikowo                                       | urbain-rural | 92,3             | 13 635            | Janikowo           |
| Inowrocław                                     | rural        | 171,1            | 11 106            | Inowrocław *       |
| Pakość                                         | urban-rural  | 86,3             | 9 971             | Pakość             |
| Złotniki Kujawskie                             | rural        | 135,6            | 8 947             | Złotniki Kujawskie |
| Dąbrowa Biskupia                               | rural        | 147,4            | 5 190             | Dąbrowa Biskupia   |
| Rojewo                                         | rural        | 120,2            | 4 603             | Rojewo             |
| * le chef-lieu ne fait pas partie de la gmina. |              |                  |                   |                    |